# بانک تجارتی ایران و هلند
بانک تجارتی ایران و هلند با مشارکت سهامداران ایرانی و خارجی در سال ۱۳۳۷ خورشیدی با سرمایه اولیهٔ ۳۰ هزار تومان جدید (۳۰۰ میلیون ریال) تأسیس شد. دفتر مرکزی آن در خیابان سعدی تهران قرار داشت. این بانک پس از انقلاب سال ۱۳۵۷ ایران و قانون ملی شدن بانک‌ها با بانک تجارت ادغام شد.

## ویژگی‌ها
بانک ایران و هلند یکی از بانک‌هایی بود که تجهیزات انفورماتیکی کاملی را در سال‌های پیش از انقلاب برعهده داشت.
سیستم اس جی بی که در حال حاضر بستر فعالیت‌های انفورماتیکی بانک تجارت است از سیستم‌های پیشین و به جای م

## آمار شعب و کارکنان
در پایان سال ۱۳۵۶، در شعبه‌های بانک ایران و هلند مجموعاً ۸۸۵ نفر کارمند مشغول به کار بوده‌اند. این بانک ۲۷ شعبه در تهران و ۲۳ شعبه در شهرستان‌های دیگر داشت.